# 廖志高
廖志高（1913年5月20日—2000年8月28日），曾用名王平、王子修，男，西康冕宁人，中华人民共和国政治人物。

## 生平
1934年4月加入中国共产党。1935年参加中国工农红军，并随军长征，任红军总政治部地方工作部、中央粮委、长征先遣工作团干事，中央直属警卫营地方工作组组长、党总支部委员。1936年至1937年任中共中央宣传部干事，中央少数民族工委秘书长，中共中央党校班主任、党总支部书记。
抗日战争时期，任中共四川省工委副书记兼重庆市委书记，中共川东特委书记，川东省委书记，中共中央南方局西南工委副书记，后在延安中共中央党校学习。
抗日战争胜利后，任中共中央组织部干部处副处长。1947年撤离延安时任中央直属支队政治部主任。后任中共中央组织部干部处代处长。
1949年任中共西康党委书记、省政府主席、军区政委。川康合省以后，任中共四川省委第三书记。1965年2月任四川省委第一书记。
1967年文化大革命初被打倒。
1974年11月，任中共福建省委第一书记、省革委会主任、福州军区政委。
1980年8月突发脑血栓塞导致半身瘫痪。
1982年被选为中央顾问委员会委员。